# Hermandad Pictórica
Ángel Pascual Rodrigo (Mallén, Zaragoza, 1951) y Vicente Pascual Rodrigo (Zaragoza, 1955) formaron desde 1974 hasta 1989 la Hermandad Pictórica Archivado el 29 de septiembre de 2007 en Wayback Machine. si bien fue en 1971 que presentaron en público las primeras pinturas realizadas y firmadas por ambos, obras de carácter Pop-art pero con un objetivo de carácter sociopolítico. 
Su creatividad les llevó a ser pioneros en lo que más tarde pasaría a ser denominado como instalaciones. 
A partir de 1975 cada uno de ellos comenzó a trabajar sus propias obras en solitario pero con planteamientos y firma comunes. Durante este periodo, y hasta 1989, continuaron exponiendo sus trabajos conjuntamente. Esta última etapa se caracterizó por la profundización, teórica y práctica, sobre las posibilidades contenidas en la representación de ideas a través de referencias paisajísticas; este trabajo, decididamente contracorriente, colaboró para que el paisaje fuera aceptado, a partir de mediados de los años ochenta, como un lenguaje perfectamente compatible con los criterios de la pintura contemporánea. 
En 1989 deciden emprender sus trayectorias personales tras la realización de 56 exposiciones monográficas del equipo y una larga serie de colectivas.
Su obra está presente en numerosos museos y colecciones públicas.

Instalación de La Hermandad Pictórica en la Sala Vinçon de Barcelona, 1974.